# Zubovići (Chorwacja)
Zubovići – wieś w Chorwacji, w żupanii licko-seńskiej, w mieście Novalja. W 2011 roku liczyła 195 mieszkańców.